# 小齒下口鯰
小齒下口鯰（学名：Hypostomus denticulatus）為輻鰭魚綱鯰形目甲鯰科的其中一種，為熱帶淡水魚，分布於南美洲巴西Corumbá河流域，體長可達19.1公分，棲息在底層水域，生活習性不明。
其种加词“Denticulatus”意为“具细齿的”。